# Zamarada hildebrandi
Zamarada hildebrandi är en fjärilsart som beskrevs av Claude Herbulot 1979. Zamarada hildebrandi ingår i släktet Zamarada och familjen mätare. Inga underarter finns listade i Catalogue of Life.